# André Bauchant
André Bauchant (Château-Renault, 24 aprile 1873 – Montoire-sur-le-Loir, 12 agosto 1958) è stato un pittore francese.

## Biografia

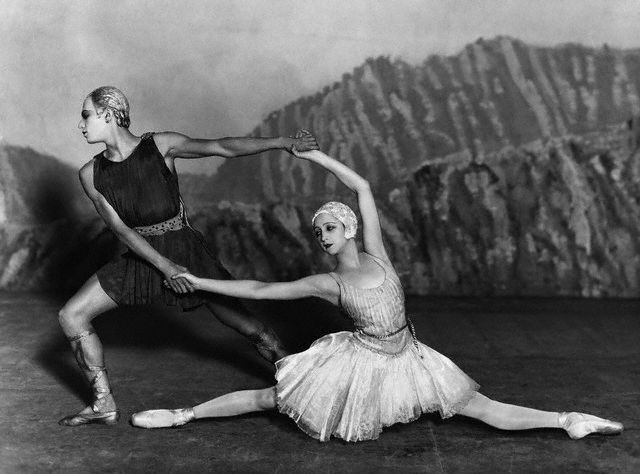
Apollon Musagète (1927), il balletto di Igor' Stravinskij, con la scenografia di André Bauchant

André Bauchant fu un pittore naïf francese, rappresentante di quella pittura primitivistica che ottenne grande successo negli anni tra le due guerre, noto per le sue raffigurazioni di fiori, scene mitologiche, storiche e paesaggi, caratterizzate da un poetico realismo. Lavorando come orticoltore e giardiniere, Bauchant dipinse nel suo tempo libero e divenne noto insieme a Henri Rousseau e Camille Bombois come uno dei più importanti artisti autodidatti francesi. «Il modo in cui Bauchant tratta le figure, congelato in atteggiamenti che indicano un certo imbarazzo e come incastonato nel fogliame, manifesta una qualità poetica e misteriosa che a volte ricorda i dipinti medievali», scrisse la storica dell'arte Nadine Pouillon.
Nato il 24 aprile 1873 a Château-Renault, in Francia, Bauchant lavorò con suo padre che era un giardiniere, curando i vivai,dopo di che nel 1900 sposò Alphonsine, soggiornarono a Parigi per il loro viaggio di nozze e visitarono l'Esposizione Internazionale di Belle Arti presentata al Grand Palais, esposizione che lo impressionò positivamente; inoltre a Parigi acquistò molti libri storici riguardanti gli antichi greci e romani, che lo appassionarono moltissimo.
Fu chiamato a servire la patria nella prima guerra mondiale, e durante il suo periodo militare, Bauchant venne addestrato come cartografo dopo che la sua abilità nel disegno fu notata dai suoi ufficiali superiori.
Alla fine della guerra sua moglie si ammalò di una forma cerebrale di anemia con stati di depressione molto acuti, che portarono la donna ad una morte prematura, nel 1943. Tempo dopo l'artista si risposò con Marie Auguste Octavie Joly.
Nel primo dopoguerra, nel 1919, l'artista tornò a cercare la casa paterna, ma era stata distrutta dalla guerra, così si trasferì ad Auzouer-en-Touraine per trovare lavoro come bracciante agricolo. Rimasto solo, a causa della malattia della moglie, intorno al 1920 incominciò a dipingere, da autodidatta, con candido visionarismo. Nei decenni che seguirono, l'artista espose al Salon d'Automne, in particolare nel 1921 presentò nove dipinti, tra i quali Studio per un panorama della Battaglia della Marne, Panorama di Chateaurrenault e  l'Incendio del tempio di Efeso, che suscitarono l'interesse di artisti e intellettuali e ottenne il patrocinio di Le Corbusier, e fu incaricato da Sergej Djagilev di progettare la scenografia dell'Apollon Musagète (1928), il balletto di Igor' Stravinskij.
Dal 1927 iniziarono, con successo, le mostre personali.
Nel 1948 la prestigiosa Galleria Charpentier di Parigi organizzò una grande retrospettiva con duecentoquindici dipinti, per i suoi settantacinque anni e in questa occasione Bauchant venne insignito della Legion d'onore.
Ancora fino agli ultimi anni di vita, Bauchant si dedicò sia alla pittura sia alla coltivazione dei campi.
Bauchant morì il 12 agosto 1958 a Montoire-sur-le-Loir, in Francia.
Oggi, i suoi lavori si espongono nelle collezioni del Museum of Modern Art di New York, del Baltimore Museum of Art, della Tate Gallery di Londra e della Zander Collection di Colonia, tra gli altri.
La sua arte si caratterizzò per l'immediatezza del linguaggio, privo di preoccupazioni culturali, per il colorito fresco e di getto, per l'incanto di una visione inedita e primitiva. Più ricche di fantasia e di candide trovate, ma anche più tortuose, sono librate nella leggenda, figurazioni mitologiche e storiche.

## Opere
- Studio per un panorama della Battaglia della Marne;
- Panorama di Chateaurrenault;
- Incendio del tempio di Efeso.